# A. S. Bilaidi
A. S. Bilaidi, est un botaniste yéménite ayant décrit quelques plantes entre 1971 et 2000.

## Publications
- (en) « Silviculture in the People's Democratic Republic of Yemen », Unasylva, vol. 20, no 211,‎ 1978, p. 29-32.